# Linn Jørum Sulland
Linn-Jørum Sulland (ur. 15 lipca 1984 w Oslo) – norweska piłkarka ręczna, reprezentantka kraju, grająca na pozycji prawej rozgrywającej. Obecnie występuje w Norweskim Vipers Kristiansand.
Pochodzi z bardzo usportowionej rodziny. Jej matka Guri Jørum, ojciec Svein Sulland oraz siostra Randi grali w piłkę ręczną natomiast jej dziadek Einar Jørum był piłkarzem. W drużynie narodowej zadebiutowała 26 marca 2004 roku w towarzyskim meczu przeciwko reprezentacji Hiszpanii.
Prywatnie związana jest z norweskim piłkarzem Petterem Løken.
Mistrzyni olimpijska z Londynu, dwukrotna mistrzyni Europy z 2008 i 2010 r. oraz mistrzyni Świata z 2011 r.

## Piłka ręczna plażowa
Sulland swoją przygodę z piłką ręczną rozpoczynała właśnie od plażowej piłki ręcznej.
Jest brązową medalistką Mistrzostw Europy 2007, gdzie została najlepszą strzelczynią turnieju oraz srebrną medalistką Mistrzostw Europy 2009.

## Osiągnięcia reprezentacyjne

### Juniorskie
- Mistrzostwa Świata U20:
  -  2003

### Seniorskie
- Igrzyska Olimpijskie:
  -  2012
- Mistrzostwa Świata:
  -  2011, 2015
  -  2007
- Mistrzostwa Europy:
  -  2008, 2010
  -  2012

## Osiągnięcia klubowe
- Mistrzostwa Norwegii:
  -  2010, 2011, 2012, 2013, 2014, 2015
- Puchar Norwegii:
  -  2010, 2011, 2012, 2013, 2014, 2015
- Liga Mistrzyń:
  -  2011
  -  2013, 2015, 2016

## Piłka ręczna plażowa
- Mistrzostwa Europy:
  -  2009
  -  2007

## Nagrody indywidualne
W sezonie 2005/2006 Sulland wraz z Linn-Kristin Riegelhuth Koren zostały najlepszymi strzelczyniami ligi norweskiej zdobywając po 159 goli. Uznana graczem roku oraz najlepszą prawą rozgrywającą w Norwegii